# Line Mygdam
Line Mygdam (1 de noviembre de 2003) es una deportista danesa que compite en ciclismo de montaña en la disciplina de campo a través. Ganó una medalla de plata en el Campeonato Europeo de Ciclismo de Montaña de 2024, en la prueba por eliminación.

## Medallero internacional
| Campeonato Europeo | Campeonato Europeo      | Campeonato Europeo | Campeonato Europeo |
| Año                | Lugar                   | Medalla            | Competición        |
| ------------------ | ----------------------- | ------------------ | ------------------ |
| 2024               | Gibraltar (Reino Unido) | Medalla de plata   | Eliminación        |